# Industrie-Isolierer

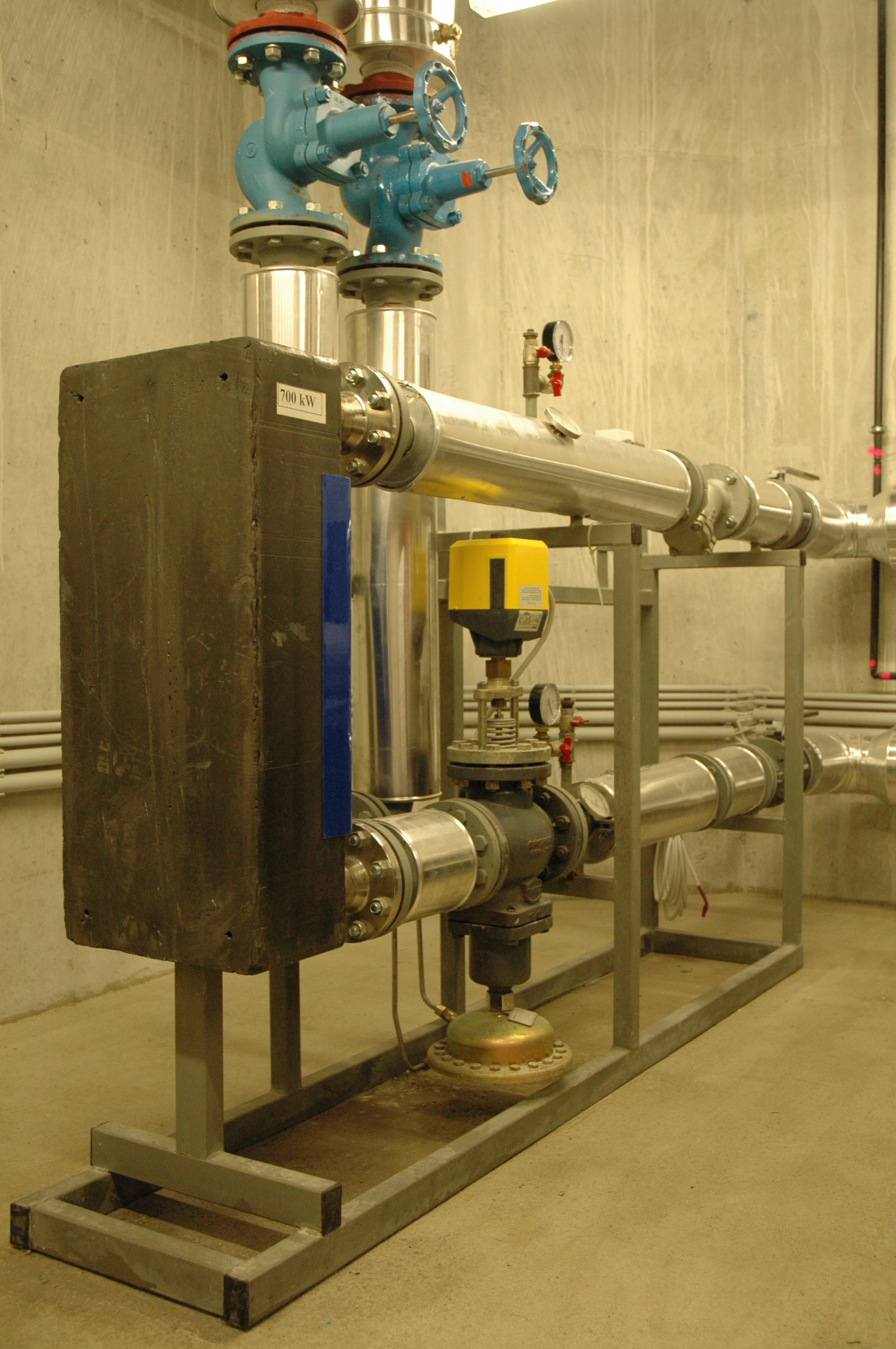
Wärmeisolierung an einem Wärmetauscher (schwarzes Hartschaum-Formteil) und Rohrleitungen (mit Aluminiumschale)

Der Industrie-Isolierer ist ein staatlich anerkannter Ausbildungsberuf nach Berufsbildungsgesetz.

## Ausbildungsdauer und Struktur
Die Ausbildungsdauer zum Industrie-Isolierer beträgt in der Regel drei Jahre. Die Ausbildung erfolgt an den Lernorten Betrieb und Berufsschule. Der Beruf ist mit dem zweijährigen Ausbildungsberuf Isolierfacharbeiter in einer gemeinsamen Ausbildungsordnung zum 1. August 1997 in Kraft getreten.
Es handelt sich um eine Stufenausbildung, d. h. die ersten beiden Ausbildungsjahre lernen Industrie-Isolierer und Isolierfacharbeiter dieselben Inhalte.

## Arbeitsgebiete
Industrie-Isolierer stellen  Wärme-, Kälte- und Schalldämmungen her. Falls erforderlich, bauen sie zuvor geeignete Stütz- und Tragekonstruktionen, um anschließend den passenden Dämmstoff auszuwählen. Sie bringen diese Dämmstoffe in die Konstruktionen ein und schützen die Materialien mit Blechen oder anderen Werkstoffen vor äußeren Einflüssen.
Ihren Arbeitsplatz finden Industrie-Isolierer in großen Industrieanlagen, Kraftwerken, in der  chemischen Industrie, aber auch auf Schiffen.

## Wettbewerb
Der Hauptverband der Deutschen Bauindustrie hat am 19. November 2010 in einem Leistungswettbewerb den besten Industrie-Isolierer ausgezeichnet.